# Toke
Toke est un atoll inhabité des îles Marshall.
Toke est composé de 6 îlots formant un total de 0,57 km², entourant un lagon de 93,1 km².